# Bajót
Bajót je velká vesnice v Maďarsku v župě Komárom-Esztergom, spadající pod okres Esztergom. Nachází se asi 2 km jihovýchodně od Nyergesújfalu. V roce 2015 zde žilo 1 602 obyvatel. Dle údajů z roku 2011 tvoří 89,5 % obyvatelstva Maďaři, 13,1 % Romové a 0,7 % Němci.
Sousedními vesnicemi jsou Annavölgy, Bajna a Nagysáp, sousedními městy Lábatlan, Nyergesújfalu a Tát.